# ایر ایتالی
ایر ایتالی (انگلیسی: Air Italy) شرکت هواپیمایی ایتالیایی است، که در سال ۱۹۶۳ تأسیس شد.